# Simona Černetič
Simona Černetič - Aynee, slovenska kantavtorica, * 30. april 1977, Vrhnika.
Leta 2005 je sodelovala v 2. sezoni Bitke talentov, ki je potekala v okviru oddaje Spet doma. Dvakrat je nastopila na Slovenski popevki, enkrat pa na Emi. Na mednarodnem festivalu Kantfest je tako leta 2011 kot 2012 prejela nagrado strokovne žirije. 
Njena pesem »Si to ti« je bila na natečaju Vala 202 izbrana za album Val 08 − Imamo dobro glasbo. 
Na nastopih poleg kitare in orglic uporablja looper. Ustvarja in izvaja lastno avtorsko glasbo.

## Diskografija

### Albumi

#### Zdaj sem tu
- Spomladi (2006)
- Beli sneg (2007)
- Avto (2009)
- Zdaj sem tu
- Najlepši dan
- Dolina miru (2010)

#### Nedaleč stran
- Nedaleč stran
- Na goro
- Pod oknom

### Videospoti

#### Zdaj sem tu
- Dež (2002)
- Spomladi (2007)
- Beli sneg (2008)
- Avto (2009)
- Dolina miru (2010)

#### Nedaleč stran
- Na goro
- Pod oknom

## Festivali

### Slovenska popevka
- 2008: Sivo mesto — 6. mesto
- 2010: Najlepši dan — 12. mesto

### Ema
- 2009: Zdaj vem — 14. mesto (polfinale)

### Kantfest
- 2011: 2. nagrada strokovne žirije
- 2012: 1. nagrada strokovne žirije